# العلاقات المجرية الوسط إفريقية
العلاقات المجرية الوسط أفريقية هي العلاقات الثنائية التي تجمع بين المجر وجمهورية أفريقيا الوسطى.

## مقارنة بين البلدين
هذه مقارنة عامة ومرجعية للدولتين:
| وجه المقارنة                                              | المجر                                                       | جمهورية أفريقيا الوسطى      |
| --------------------------------------------------------- | ----------------------------------------------------------- | --------------------------- |
| المساحة (كم2)                                             | 93.04 ألف                                                   | 622.98 ألف                  |
| عدد السكان (نسمة)                                         | 9.78 مليون                                                  | 4.66 مليون                  |
| الكثافة السكانية (ن./كم²)                                 | 105.12                                                      | 7.48                        |
| العاصمة                                                   | بودابست                                                     | بانغي                       |
| اللغة الرسمية                                             | لغة مجرية                                                   | لغة فرنسية، اللغة السانغوية |
| العملة                                                    | فورنت مجري                                                  | فرنك وسط أفريقي             |
| الناتج المحلي الإجمالي (بليون دولار)                      | 139.14 مليار                                                | 1.95 مليار                  |
| الناتج المحلي الإجمالي (تعادل القوة الشرائية) بليون دولار | 260.42 مليار                                                | 3.03 مليار                  |
| الناتج المحلي الإجمالي الاسمي للفرد دولار أمريكي          | 12.36 ألف                                                   | 323                         |
| الناتج المحلي الإجمالي للفرد دولار أمريكي                 | 25.07 ألف                                                   | 594                         |
| مؤشر التنمية البشرية                                      | 0.828                                                       | 0.350                       |
| رمز المكالمات الدولي                                      | +36                                                         | +236                        |
| رمز الإنترنت                                              | .hu                                                         | .cf                         |
| المنطقة الزمنية                                           | ت ع م+01:00، ت ع م+02:00، أوروبا/بودابست ‏، توقيت وسط أوروبا | ت ع م+01:00                 |

## منظمات دولية مشتركة
يشترك البلدان في عضوية مجموعة من المنظمات الدولية، منها:
| علم المنظمة | اسم المنظمة                               | تاريخ انضمام المجر | تاريخ انضمام جمهورية أفريقيا الوسطى |
| ----------- | ----------------------------------------- | ------------------ | ----------------------------------- |
|             | مؤسسة التنمية الدولية                     | 29 أبريل 1985      | 27 أغسطس 1963                       |
|             | يونسكو                                    | 14 سبتمبر 1948     | 11 نوفمبر 1960                      |
|             | وكالة ضمان الاستثمار متعدد الأطراف        | 21 أبريل 1988      | 8 سبتمبر 2000                       |
|             | الأمم المتحدة                             | 14 ديسمبر 1955     | 20 سبتمبر 1960                      |
|             | الفريق المعني برصد الأرض                  | ?                  | ?                                   |
|             | الاتحاد البريدي العالمي                   | ?                  | ?                                   |
|             | البنك الدولي للإنشاء والتعمير             | 7 يوليو 1982       | 10 يوليو 1963                       |
|             | الاتحاد الدولي للاتصالات                  | 1866               | 2 ديسمبر 1960                       |
|             | منظمة حظر الأسلحة الكيميائية              | ?                  | ?                                   |
|             | مؤسسة التمويل الدولية                     | 29 أبريل 1985      | 1 أبريل 1991                        |
|             | المركز الدولي لتسوية المنازعات الاستشارية | 6 مارس 1987        | 14 أكتوبر 1966                      |
|             | منظمة التجارة العالمية                    | 1995               | ?                                   |
|             | منظمة الشرطة الجنائية الدولية             | ?                  | ?                                   |

## وصلات خارجية
- موقع وزارة الخارجية المجرية